# Organisk materiale
Organisk materiale eller organisk stof er en samlet betegnelse for alle levende og døde organismer (fx dyr, planter, mikroorganismer og plankton) og rådnende plantedele og sidst men ikke mindst dyrs ekskrementer. Denne "suppe" er en ren energibombe for mikroorganismerne. Organisk materiale er en delmængde af biogent stof.
På landjorden vil det døde, organiske materiale lægge sig oven på jorden og danne et lag af førne og noget vil ende på bunden af havene som sediment. Det skaber fødegrundlaget for hele fødenettet af nedbrydere. Under særlige forhold (kulde, syre i jorden, iltmangel eller tørke) kan nedbryderne ikke holde trit med opbygningen af førne. Derved bliver laget af organisk materiale langsomt tykkere. På den måde opstår mosernes tørv og steppernes metertykke humuslag.
Alle organiske materialer indeholder carbon (kulstof) og næsten alle indeholder hydrogen (brint f.eks. kulhydrater, proteiner og DNA)